# حلقة ملاكمة
حقلة الملاكمة أو حلبة الملاكمة هي المساحة التي تحدث فيها مباراة الملاكمة. تتكون الحلقة الحديثة من منصة مربعة مرتفعة مع عمود في كل زاوية. تُربط أربعة حبال بالأعمدة وتُسحب بالتوازي تحت الشد بشدادات لتشكيل حدود منطقة المنافسة.